# Израильско-таджикистанские отношения
Израильско-таджикистанские отношения — международные двусторонние исторические и настоящие дипломатические, торговые, военные, культурные и иные отношения между Таджикистаном и Израилем.
В настоящее время между странами установлены полные дипломатические отношения с апреля 1992 года. Израиль представлен в Таджикистане нерезидентным послом, который работает из посольства в Узбекистане. Посол Израиля в Таджикистане — Кармела Шамир (с 2014).

## История
Из проживавших в Таджикской ССР в 1989 году 15 000 евреев, на сегодняшний день в стране не осталось почти ни одного. Почти все евреи (в основном бухарские) иммигрировали в США и Израиль. Единственная остававшаяся в стране синагога, миква, кошерная скотобойня и еврейская школа были уничтожены таджикским правительством в 2006 году.
Отношения между двумя странами начались в 1992 году, когда Таджикистан обрёл независимость, против этого, однако, протестовало население, поддерживающее палестинцев и иранцев. Таджикистан — мусульманская страна, находящаяся в тесных экономических, общественных и культурных связях с Ираном. Она поддерживала иранскую ядерную программу, была против международных санкций, наложенных на Иран, а также была на стороне палестинцев в их битве против Израиля в ООН. Несмотря на всё это Израиль старается поддерживать отношения с Таджикистаном, чтобы предотвратить формирование альянсов против еврейского государства в Средней Азии.
После установления отношений в 1992 году таджикский президент встретился с израильским послом в России и заявил, что остро нуждается в помощи еврейского государства: экономической, технической и научной, для развития экономики республики.
Политические отношения между двумя странами до сих пор остаются прохладными из-за поддержки Таджикистаном палестинцев и Ирана. Таджикское правительство пытается убедить своих израильских коллег в том, что они должны принять поддержку Таджикистаном Палестины и Ирана при голосовании в ООН и в Организации исламского сотрудничества. Отношения Израиля с этими двумя странами не позволяют развивать полноценные отношения между ним и Таджикистаном.
Израиль отправлял врачей в Таджикистан, которые проводили там офтальмологические операции, а также обучал местных специалистов по вопросам водных ресурсов. В феврале 2013 года МИДы обеих стран провели двусторонние консультации и подписали Меморандум о взаимопонимании и выразили намерения продолжить консультации в будущем. В июле 2013 года израильские предприниматели и бизнесмены посетили Душанбе и встретились с заместителем министра иностранных дел Таджикистана с целью расширения двусторонних экономических контактов.

## Сотрудничество
Страны сотрудничают в основном в сфере сельского хозяйства и развития сельской местности, так как 70 % населения Таджикистана живут в сельской местности. Сельское хозяйство в этой среднеазиатской стране приносит 23 % ВВП и даёт работу 75 % населения страны. Однако, очень немного площади страны пригодно для ведения сельского хозяйства, так как обширные площади находятся в гористой местности.

## Торговля
С 2009 по 2013 годы израильский экспорт в Таджикистан оценивается в $400 000 ежегодно, а импорт — $5 000.